# 国際連合安全保障理事会決議619
国際連合安全保障理事会決議619（こくさいれんごうあんぜんほしょうりじかいけつぎ619 英: United Nations Security Council Resolution 619）は、1988年8月24日に国際連合安全保障理事会において全会一致で採択された決議である。決議619は決議598（1987年7月20日に全会一致で採択：イラン・イラク戦争の終結要請）を想起した上で、決議598の第2項の履行について、国際連合のペレス＝デ＝クエヤル事務総長からの報告を受けて行われた。
ペレス＝デ＝クエヤル事務総長からの報告を受けて、国際連合安全保障理事会はイラン・イラク戦争の完全な停戦に向けての経緯を監視するため、当面は半年の間、国際連合イラン・イラク軍事監視団を設置することを決定した。